# Storm Uru
Storm Uru, né le 14 février 1985 à Invercargill, est un rameur néo-zélandais.

## Biographie
Il fait partie du clan maori Ngāi Tahu et est le frère de Jade Uru.

## Palmarès

### Jeux olympiques d'été
- 2008 à Pékin,  Chine
  - 7e en deux de couple poids légers
- 2012 à Londres,  Royaume-Uni
  -  médaille de bronze en deux de couple poids légers

### Championnats du monde
- 2009 à Poznań,  Pologne
  -  Médaille d'or en deux de couple poids légers
- 2010 à Karapiro,  Nouvelle-Zélande
  -  Médaille de bronze en deux de couple poids légers